# Poręczenie wykonania
Poręczenie wykonania, inaczej poręczenie umowy (ang. performance bond, contract bond) znane także jako gwarancja należytego wykonania umowy, lub gwarancja dobrego wykonania umowy, to gwarancja wystawiona przez firmę ubezpieczeniową, bank lub inną uprawnioną instytucję finansową w celu zapewnienia należytego wykonania robót budowlanych przez wykonawcę. Termin ten jest również używany do określenia depozytu zabezpieczającego pieniędzy oddanych w dobrej wierze instytucji powierniczej (ang. good faith money, earnest payment), przeznaczonego na zabezpieczenie kontraktu futures, powszechnie znany jako depozyt marginalny (ang. margin).

## Historia
Gwarancje dobrego wykonania istnieją od 2750 p.n.e. Około 150 roku n.e. Rzymianie opracowali prawa poręczenia, których zasady trwają do dziś.

## Opis
Roboty budowlane, w umowie na które wymagane jest poręczenie wykonania (umowy) i poręczenie zapłaty (dostawcom i podwykonawcom), zwykle są przyznawane w ramach przetargu, gdzie przed przystąpieniem do niego wymagane jest wniesienie wadium, często zamiast w formie gotówkowej, w formie poręczenia przez bank lub w formie gwarancji ubezpieczeniowej.
Po wyborze zwycięskiego oferenta na głównego wykonawcę, w ramach zawartej z nim umowy na roboty budowlane, wymagane jest opłacenie gwarancji ubezpieczeniowej lub bankowej – poręczenia wykonania – jako zabezpieczenie ukończenia pracy. Na przykład wykonawca może spowodować wystawienie gwarancji ubezpieczeniowej dobrego wykonania umowy przez instytucję finansową na rzecz klienta (inwestora), dla którego buduje budynek. Jeśli wykonawca zawiedzie i nie wybuduje budynku zgodnie ze projektem wykonawczym, w tym ze specyfikacjami określonymi w umowie (najczęściej z powodu upadłości wykonawcy), klientowi gwarantuje się dokończenie budowy zgodnie z umową lub rekompensatę pieniężną za poniesione straty do wysokości poręczenia wykonania (umowy). Zwykle instytucja finansowa będąca poręczycielem ma kilka opcji rozwiązania problemu do wyboru. Po stwierdzeniu zasadności żądania inwestora, by poręczyciel wykonał umowę, bo wykonawca zawiódł, instytucja finansowa będąca poręczycielem może:
- zapewnić fundusze wykonawcy, by mógł dokończyć budowę,
- poczekać, aż właściciel formalnie zakończy umowę z wykonawcą i znajdzie innego w jego zastępstwie – wówczas poręczyciel pokrywa tylko szkody spowodowane przez wykonawcę za którego poręcza,
- poprosić by właściciel dokończył budowę z nowym wykonawcą (np. poleconym przez poręczyciela), po czym zapłacić różnicę pomiędzy oryginalną wartością kontraktu na roboty budowlane a rzeczywistą ceną dokończenia budowy, do wysokości poręczenia.

Poręczenia wykonania są powszechnie stosowane przy budowie i zagospodarowywaniu nieruchomości, gdzie właściciel lub inwestor może wymagać, by główni wykonawcy lub zarządcy przedsięwzięcia budowlanego uzyskali takie poręczenie, zapewniające, że nakłady na inwestycję nie zostaną utracone w przypadku niezdolności wykonawcy do prowadzenia lub kontynuowania robót (np. niewypłacalność wykonawcy). Wystawienie gwarancji dobrego wykonania kontraktu jest powszechne w większości dużych kontraktów na wykonanie projektów budownictwa lądowego i wodnego.
Innym przykładem takiego zastosowania są kontrakty na dostawy towarów, w których sprzedający jest proszony o dostarczenie poręczenia, aby zapewnić kupującego, że jeśli sprzedawany towar nie zostanie faktycznie dostarczony (z jakiegokolwiek powodu), kupujący otrzyma przynajmniej rekompensatę za utracone koszty.
Poręczenia wykonania są zazwyczaj wystawiane w ramach szerszego „poręczenia wykonania i płatności”, w przypadku których poręczyciel jest zobligowany do zapewnienia, że wykonawca nie tylko dokończy budowę zgodnie z umową, lecz również pokryje koszty robocizny i materiałów użytych w ramach robót budowlanych wymaganych umową (zapłaci podwykonawcom i dostawcom).
Podczas gdy ubezpieczenia są umowami dwustronnymi pomiędzy ubezpieczonym a ubezpieczycielem, i chronią przed wypadkami losowymi, to poręczenia, są umowami trójstronnymi, chroniącymi przed skutkami niewywiązania się jednej ze stron z podjętych zobowiązań, gdzie, w przypadku poręczenia umowy na wykonanie robót budowlanych poręczająca instytucja finansowa to żyrant (ang. surety), główny wykonawca robót budowlanych to zleceniodawca – dłużnik (ang. principal, obligor), a inwestor/ właściciel to beneficjent – wierzyciel – ten, wobec którego istnieje zobowiązanie (ang. obligee).

### Koszt uzyskania poręczenia wykonania(ang.performance bond)
Instytucje finansowe zajmujące się poręczaniem wykonania obliczają premię, jaką pobierają za wystawianie obligacji poręczających, na podstawie trzech podstawowych kryteriów: rodzaju poręczenia, kwoty obligacji i ryzyka związanego z wnioskodawcą. Po odpowiednim oszacowaniu rodzaju poręczenia, kwoty i ryzyka związanego z wnioskodawcą, gwarant obligacji poręczenia jest w stanie wyznaczyć odpowiednią cenę za wystawienie danej obligacji poręczenia.

### Rodzaje poręczeń(ang.bonds)
Instytucje finansowe wydające poręczenia posiadają informacje aktuarialne na temat historii roszczeń dla każdego rodzaju poręczenia, od początku ich wydawania. Z biegiem czasu instytucje finansowe będące żyrantami poręczeń są w stanie stwierdzić, że niektóre poręczenia są bardziej ryzykowne niż inne. Na przykład poręczanie za dealerów pojazdów samochodowych w Kalifornii ma znacznie więcej roszczeń niż zwykłe poręczenie za notariuszy publicznych. Jeżeli dany rodzaj poręczenia wypłacił wysoki procent roszczeń, to wysokość składki płaconej przez wnioskodawców będzie wyższa.

### Ryzykozwiązane z wnioskodawcą i jego przeszłość
Poręczające instytucje finansowe starają się przewidzieć ryzyko, jakie reprezentuje wnioskodawca. Ci, którzy są postrzegani jako osoby o wyższym ryzyku, zapłacą wyższą premię za obligacje poręczeniowe. Ponieważ firmy poręczające zapewniają finansową gwarancję przyszłej pracy tych, którzy są zobowiązani (ang. bonded, obligors), muszą mieć jasny obraz historii finansowej i zawodowej danej jednostki.

## W Stanach Zjednoczonych
W Stanach Zjednoczonych, zgodnie z ustawą Miller Act z 1932 roku, wszystkie kontrakty budowlane z rządem federalnym muszą być zabezpieczone poręczeniami wykonania i płatności. Poszczególne stany uchwaliły tak zwane małe ustawy Millera – „Little Miller Act”, wymagające poręczeń wykonania i płatności również w przypadku projektów finansowanych przez te stany.
W USA istnieje wiele rodzajów poręczeń przez instytucje finansowe (ang. surety). Każde z poręczeń określa wysokość poręczenia jako określoną kwotę pieniężną poręczenia. Poręczające instytucje finansowe ustalają wskaźnik na wystawienie obligacji w oparciu o ryzyko, a następnie pobierają premię za obligacje poręczeniowe w przedziale 1–15% kwoty obligacji.